# 62a edició dels Premis Sant Jordi de Cinematografia
La 62a edició dels Premis Sant Jordi de Cinematografia va tenir lloc a Barcelona el 23 d'abril de 2018. Com cada any des de 1957, Ràdio Nacional d'Espanya (RNE) va atorgar aquests premis al cinema espanyol i estranger estrenat l'any anterior. El lliurament de guardons es va realitzar en aquesta ocasió a Caixaforum i va ser presentada pels periodistes de RTVE Roberto Leal i Montse Soto.
Com en anteriors edicions, un jurat compost per una vintena de periodistes i crítics cinematogràfics de Barcelona va atorgar els set premis de caràcter competitiu, motiu pel qual aquests guardons són considerats com a premis de la crítica barcelonina. Va ser presidit una vegada més per Conxita Casanovas, directora del programa Va de cine de Ràdio Nacional d'Espanya (RNE). En l'àmbit nacional, Terra ferma es va imposar com millor pel·lícula al seu principal rival, Incerta glòria; Núria Prims va derrotar finalment a Bruna Cusí, molt guardonada aquesta temporada per la seva interpretació a Estiu 1993; i David Verdaguer va batre a l'habitualment premiat Javier Gutiérrez. En el panorama estranger, Lumière! L'aventure commence —un documental sobre l'activitat cinematogràfica dels germans Lumière — va ser preferida enfront de la francesa Personal Shopper i l'estatunidenca Blade Runner 2049; les actrius estatunidenques Kristen Stewart i Natalie Portman van ser derrotades per la britànica Kate Winslet; i James Franco va guanyar a Casey Affleck i Bill Nighy.
El premi a la trajectòria professional va ser concedit per RNE a l'actriu i cantant madrilenya Ana Belén. Des del seu debut adolescent a Zampo y yo havia participat en prop de cinquanta pel·lícules, treballant amb directors com Luis Lucia, Gonzalo Suárez, Jaime de Armiñán, Pedro Olea, Pilar Miró, Manuel Gutiérrez Aragón, Mario Camus, José Luis García Sánchez, Fernando Trueba, Imanol Uribe, Fernando Colomo, Vicente Aranda o Manuel Gómez Pereira. Ella mateixa va ser directora de Cómo ser mujer y no morir en el intento. Va rebre al llarg de la seva carrera múltiples premis, entre ells el Goya d'honor, la Medalla d'honor del Cercle d'Escriptors Cinematogràfics i la Medalla d'Or al Mèrit en les Belles Arts. És també cavaller de la francesa Orde de les Arts i les Lletres.
El Premi a la indústria va ser lliurat a la productora cinematogràfica A contra corrent Films en la persona del seu fundador, Adolfo Blanco.
Per a acabar i igual que en les últimes edicions, els oïdors de Ràdio 4 van triar les dues pel·lícules guardonades amb les denominades «Roses de Sant Jordi». La rosa a la millor pel·lícula espanyola va ser per a La llibreria, que havia obtingut prèviament gairebé tots els guardons cinematogràfics espanyols de l'any. La destinada a la millor pel·lícula estrangera va ser per al musical estatunidenc La La Land.
En aquesta ocasió es va donar la circumstància que tant els dos intèrprets espanyols premiats com els directors de les tres pel·lícules nacionals guardonades eren catalans.

## Premis Sant Jordi

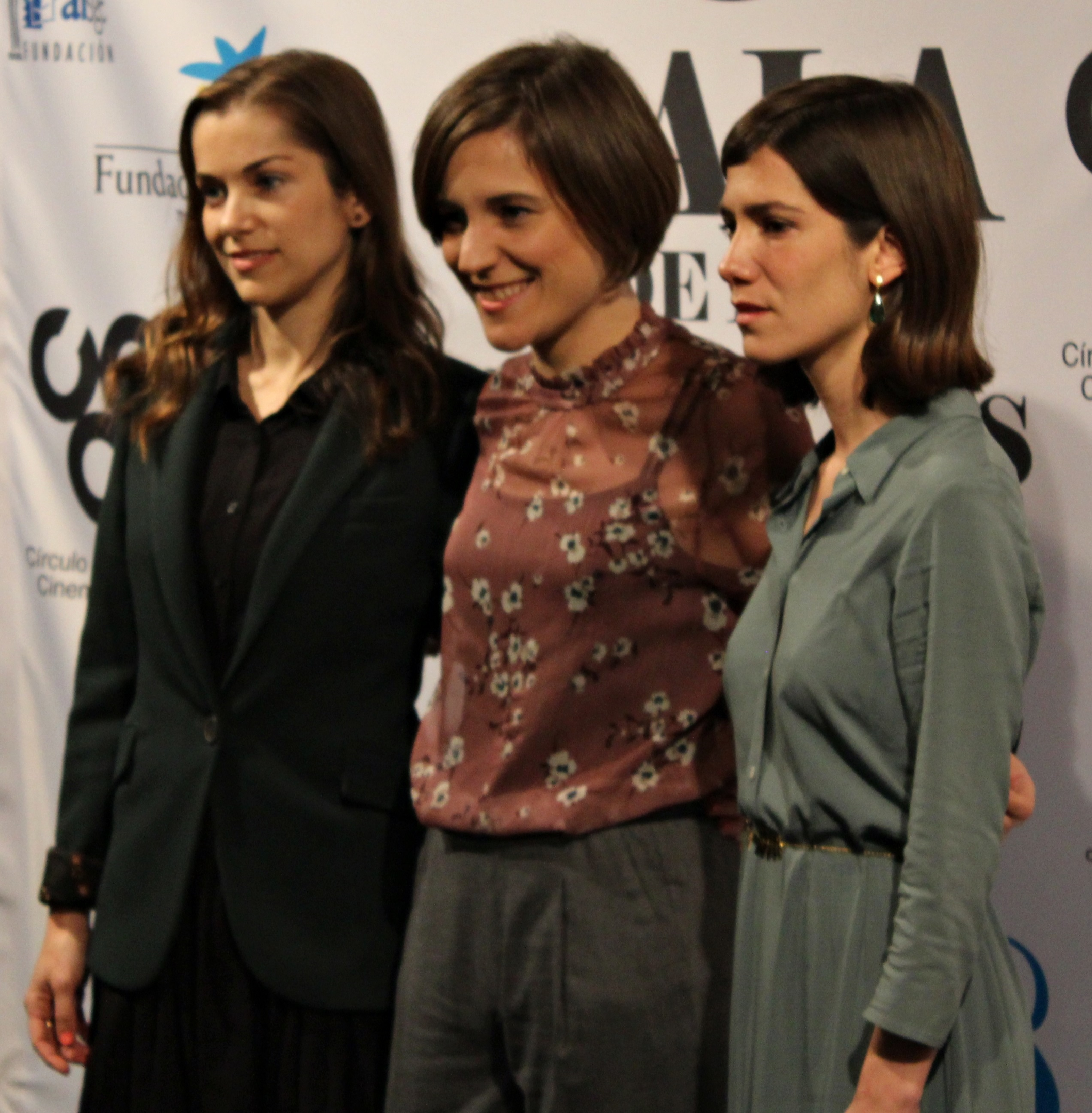
Estiu 1993 va rebre el premi a la millor òpera prima.

| Categoria                              | Premiat                      | Labor premiada         |
| -------------------------------------- | ---------------------------- | ---------------------- |
| Millor pel·lícula espanyola            | Terra ferma                  | Pel·lícula             |
| Millor actor en pel·lícula espanyola   | David Verdaguer              | Terra ferma Estiu 1993 |
| Millor actriu en pel·lícula espanyola  | Núria Prims                  | Incerta glòria         |
| Millor òpera prima                     | Estiu 1993                   | Pel·lícula             |
| Millor pel·lícula estrangera           | Lumière! L'aventure commence | Pel·lícula             |
| Millor actor en pel·lícula estrangera  | James Franco                 | The Disaster Artist    |
| Millor actriu en pel·lícula estrangera | Kate Winslet                 | Wonder Wheel           |
| Premi especial a la indústria          | A Contracorriente Films      | Productora             |
| Premi a la trajectòria professional    | Ana Belén                    | Trajectòria            |

## Roses de Sant Jordi

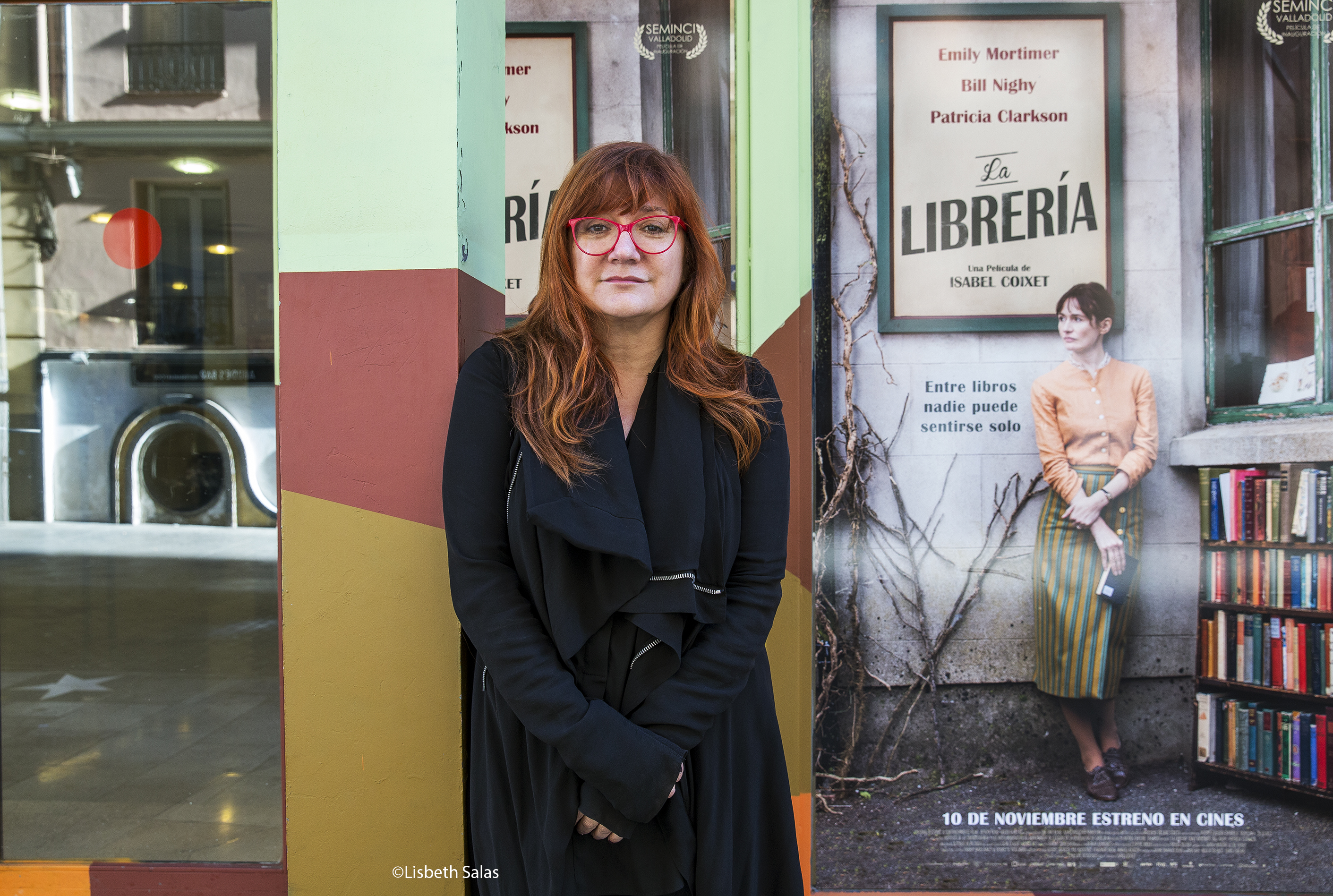
La llibreria va sumar la Rosa als nombrosos premis rebuts.

| Categoria                    | Premiada     |
| ---------------------------- | ------------ |
| Millor pel·lícula espanyola  | La llibreria |
| Millor pel·lícula estrangera | La La Land   |